# كوشتيا
كوشتيا هي مدينة في إقليم كهلنا في جنوب غرب بنغلاديش، وهي من المراكز التجارية في البلد.
تعد بلدية كوشتيا ثاني أكبر بلديات بنغلاديش والمدينة الحادية عشر من حيث السكان في بنغلاديش.

## السكان
| الدين في مدينة كوشتيا (2011) | الدين في مدينة كوشتيا (2011) | الدين في مدينة كوشتيا (2011) | الدين في مدينة كوشتيا (2011) | الدين في مدينة كوشتيا (2011) |
| ---------------------------- | ---------------------------- | ---------------------------- | ---------------------------- | ---------------------------- |
| الدين                        | الدين                        |                              | النسبة المئوية               | النسبة المئوية               |
| الإسلام                      | الإسلام                      |                              | 89.84%                       | 89.84%                       |
| الهندوسية                    | الهندوسية                    |                              | 9.66%                        | 9.66%                        |
| الأخرى                       | الأخرى                       |                              | 0.50%                        | 0.50%                        |

وفقًا لتعداد بنغلاديش لعام 2022، بلغ عدد سكان مدينة كوشتيا 221804 نسمة.(ص.388-394)
وفقًا لتعداد بنغلاديش لعام 2011، كان عدد الأسر في مدينة كوشتيا 23037 أسرة ويبلغ عدد سكانها 102988 نسمة. كان منهم 15,788 (15.33٪) تحت سن 10 سنوات. بلغ معدل معرفة القراءة والكتابة (7 سنوات فما فوق) في كوشتيا 74.85٪، مقارنة بالمعدل الوطني البالغ 51.8٪، وكان هنالك 947 أنثى لكل 1000 ذكر.